# Nella morsa della S.S.
Nella morsa della S.S. (Mein Schulfreund) è un film del 1960 diretto da Robert Siodmak.